# Hilde Seipp

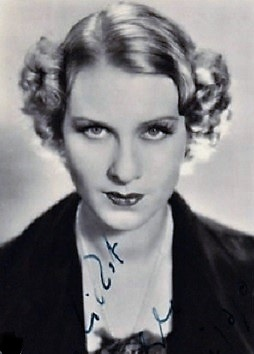
Hilde Seipp
Fotografie von Alexander Schmoll.

Hilde Seipp (* 28. Oktober 1909 in Rosenthal bei Berlin als Alma Hildegard Seipp; † 4. November 1999 in Lilienthal bei Bremen) war eine deutsche Bühnen- und Filmschauspielerin und Sängerin.

## Leben
Hilde Seipp war die Tochter des Werkmeisters Wilhelm Seipp und dessen Frau Alma geborene Sohn. Sie heiratete am 22. Mai 1937 in Berlin den Filmemacher Jürgen von Alten (1903–1994).
Zu Beginn ihrer Karriere sang Hilde Seipp in Musikrevuen im Berlin der 1930er-Jahre. In der Revue Ein Kuß reist um die Welt in der Deutschlandhalle mit Rudolf Platte und Aribert Mog nach der Musik von Josef Rixner verzeichnete sie einen ersten großen Erfolg.
Sie lieh in dieser Zeit auch anderen Schauspielerinnen ihre Stimme in den Tonfilmen, so auch Pola Negri 1935 im Film Mazurka. Peter Kreuder engagierte die Seipp, die damals im Berliner Opernchor sang, um die hohen Töne der Lieder Ich spür in mir und Mazurka für die Negri zu singen. Obwohl das nicht publik gemacht und auch nicht in den Filmrezensionen erwähnt wurde, machte ihr Name in der Musikbranche die Runde. Dabei kam sie mit dem Filmgeschäft in Kontakt und erhielt nun auch Engagements als Schauspielerin.
In dem Film Togger (1937) mit Paul Hartmann und Renate Müller lernte sie ihren Mann kennen. Nach Heimweh (1937) mit Gustav Knuth und Carsta Löck unter der Regie ihres Ehemannes war sie dann einem breiten Publikum bekannt. Sie stand 1944 in der Gottbegnadeten-Liste des Reichsministeriums für Volksaufklärung und Propaganda.
Nach dem Krieg trat sie nur noch in wenigen Filmen auf.

## Musiktitel (Auswahl)
- Nachts, ging das Telefon
- Ich bin in das Leben verliebt
- Einst hast du geweint über mich (mit dem Rudi Schuricke-Terzett)
- Sag, was du denkst, sag was du träumst (mit Iván Petrovich)
- Vor mir war eine
- Heimweh
- Das große Glück gesucht
- Schön war die Zeit
- Tango Notturno
- Sei ein bisschen lieb zu mir, Peter!(...aus dem Tonfilm „Der müde Theodor“)
- Ein Tag wird dir geschenkt

## Filmografie (Auswahl)
- 1935: Mazurka (nur Stimme)
- 1936: Guten Abend, gute Nacht
- 1936: Das Frauenparadies
- 1937: Togger
- 1937: Heimweh
- 1937: Der Biberpelz
- 1938: Wer bist Du?
- 1943: Johann
- 1944: Es lebe die Liebe
- 1950: Die Sterne lügen nicht